# 島津雅彦
島津 雅彦（しまづ まさひこ、1952年10月1日 - ）は、日本の元俳優、元子役俳優である。本名原田 龍三郎（はらだ りゅうざぶろう）。

## 人物・来歴
1952年（昭和27年）10月1日、鹿児島県鹿児島郡谷山町大字上福元（現在の同県鹿児島市谷山中央）に、父・原田敬二郎、母・原田幸子、3男1女の兄弟の三男として生まれる。父は同地に「谷山映画劇場」（のちの谷山東映、現存せず、現在跡地は鹿児島情報高等学校）を経営していた。
1958年（昭和33年）の初頭に、日活の撮影隊が鹿児島でのロケーション撮影を行った際に、地元の興行組合がそれを歓迎する宴席を行ない、その場で、女優の月丘夢路に花束を渡す役を当時5歳の島津が務め、同社にスカウトされたのが、映画界入りのきっかけであった。その後、東京に移って日本アーチストクラブに所属し、同年4月22日に公開された吉村廉監督の『少女と風船』に出演して子役としてデビューした。同年、日活での出演をつづけるかたわら劇団若草で3年ほど演技・発声、藤間勘紫乃に師事して日本舞踊を学ぶ。松竹大船撮影所が製作した映画『お早よう』（1959年）、『夕陽に赤い俺の顔』（1961年）には「島津雅彦（若草）」とクレジットされている。
1959年（昭和34年）4月、東京都新宿区の新宿区立富久小学校に入学する。多くの映画出演、テレビ出演、雑誌モデル等の活動を行っていたが、学業専念のため、1964年（昭和39年）、小学校6年次に鹿児島に戻り、鹿児島市立山下小学校に転校した。その後、鹿児島市立甲東中学校の在学中にテレビ映画『戸田家の兄妹』、鹿児島県立鹿児島中央高等学校の在学中に瀬川昌治監督の『喜劇 満願旅行』にそれぞれ出演している。同校卒業後の1973年（昭和48年）4月、慶応義塾大学法学部政治学科に進学する。1974年（昭和49年）3月、学生結婚を経て、1977年（昭和52年）3月に同学を卒業した。映画界からは引退している。

## フィルモグラフィ
すべてクレジットは「出演」である。公開日の右側には役名、および東京国立近代美術館フィルムセンター（NFC）所蔵等の上映用プリントの現存状況についても記す。
- 『少女と風船』 : 監督吉村廉、製作・配給日活、1958年4月22日公開 - デビュー作（公開時満5歳）[1][2]
- 『西銀座駅前』 : 監督今村昌平、製作・配給日活、1958年7月29日公開 - 大山武、現存（NFC所蔵[9]）
- 『お早よう』 : 監督小津安二郎、製作松竹大船撮影所、配給松竹、1959年5月12日公開 - 勇、現存（NFC所蔵[9]）
- 『わたしの父は』 : 監督永山弘、作上野一雄、日本放送協会、1959年5月29日放映
- 『窓のうちそと』第13回『小鳥』 : 監督不明、日本テレビ放送網、1959年7月24日放映
- 『浮草』 : 監督小津安二郎、製作大映東京撮影所、配給大映、1959年11月17日公開 - その孫正夫
- 『銀座旋風児 黒幕は誰だ』（『二階堂卓也 銀座無頼帖 銀座旋風児 黒幕は誰だ』） : 監督野口博志、製作・配給日活、1959年12月6日公開 - 恭助の長男・光男
- 『雑草のような命』 : 監督滝沢英輔、製作・配給日活、1960年1月21日 - 純一の弟・信也
- 『暁の翼』 : 監督富本壮吉、製作大映東京撮影所、配給大映、1960年4月6日公開 - 北川明
- 『渡り鳥いつまた帰る』 : 監督斎藤武市、製作・配給日活、1960年4月23日公開 - 高見利夫、現存（NFC所蔵[9]）
- 『赤い夕陽の渡り鳥』 : 監督斎藤武市、製作・配給日活、1960年7月1日公開 - 越谷信夫、現存（NFC所蔵[9]）
- 『俺のおべんとう』 : 監督不明、日本テレビ放送網、1960年7月8日放映
- 『日本よいとこ 無鉄砲旅行』 : 監督生駒千里、製作松竹大船撮影所、配給松竹、1960年7月29日公開 - 竹夫
- 『喧嘩太郎』 : 監督舛田利雄、製作・配給日活、1960年8月10日公開 - 息子健二、現存（NFC所蔵[9]）
- 『ある恋の物語』 : 監督中島義次、製作・配給日活、1960年10月5日 - 子供
- 『秋日和』 : 監督小津安二郎、製作松竹大船撮影所、配給松竹、1960年11月13日公開 - 息子忠雄、現存（NFC所蔵[9]）
- 『名もなく貧しく美しく』 : 監督松山善三、製作東京映画、配給東宝、1961年1月15日公開 - 同一郎（一年生）
- 『夕陽に赤い俺の顔』 : 監督篠田正浩、製作松竹大船撮影所、配給松竹、1961年2月19日公開 - 子供、現存（NFC所蔵[9]）
- 『東から来た男』 : 監督井上梅次、製作宝塚映画製作所、配給東宝、1961年3月18日公開 - 修
- 『風に逆らう流れ者』 : 監督山崎徳次郎、製作・配給日活、1961年4月9日公開 - 信夫
- 『守屋浩の三度笠シリーズ 泣きとうござんす』 : 監督福田純、製作・配給東宝、1961年7月23日公開 - 五郎（孤児）
- 『守屋浩の三度笠シリーズ 有難や三度笠』 : 監督福田純、製作・配給東宝、1961年8月6日公開 - 金太
- 『トイレット部長』 : 監督筧正典、製作・配給東宝、1961年8月29日公開 - 笠島稔
- 『小早川家の秋』 : 監督小津安二郎、製作宝塚映画製作所、配給東宝、1961年10月29日公開 - 息子正夫（小早川正夫）、現存（NFC所蔵[9]）
- 『ママおこらないで』 : 監督不明、製作学習研究社、短篇映画、1961年製作[1]
- 『北帰行より 渡り鳥北へ帰る』 : 監督斎藤武市、製作・配給日活、1962年1月3日公開 - 秋野良太
- 『週末屋繁晶記』 : 監督井田探、製作・配給日活、1962年4月22日公開 - 清水敏夫
- 『抜き射ち三四郎』 : 監督山崎徳次郎、製作・配給日活、1962年6月3日公開 - 修
- 『九ちゃん音頭』 : 監督市村泰一、製作松竹大船撮影所、配給松竹、1962年7月1日公開 - 金森治、現存（NFC所蔵[9]）
- 『おじいちゃんの飛行機』、シャープ火曜劇場第49回 : 監督不明、原作・脚本阿木翁助、フジテレビジョン、1962年7月31日放映
- 『瘋癲老人日記』 : 監督木村恵吾、製作大映東京撮影所、配給大映、1962年10月20日公開
- 『天国と地獄』 : 監督黒澤明、製作東宝・黒澤プロダクション、配給東宝、1963年3月1日公開 - 青木の息子進一、現存（NFC所蔵[9]）
- 『クレージー作戦 先手必勝』 : 監督久松静児、製作・配給東宝、1963年3月24日公開 - 太郎
- 『独立美人隊』 : 監督市村泰一、製作松竹大船撮影所、配給松竹、1963年4月28日公開 - 笠原英彦
- 『渦潮』、シャープ月曜劇場第10回 : 監督不明、原作佐藤鉄章、フジテレビジョン、1963年6月17日放映
- 『草さんご』、シャープ月曜劇場第19回 : 監督不明、原作川口松太郎、フジテレビジョン、1963年8月19日放映
- 『戸田家の兄妹』前編・後編、シオノギテレビ劇場 : 監督小川秀夫、原作小津安二郎、脚本池田忠雄・寺島アキ子、フジテレビジョン、1965年10月21日 - 同年10月28日放映
- 『喜劇 満願旅行』 : 監督瀬川昌治、製作松竹大船撮影所、配給松竹、1970年4月25日公開 - 役名不明（最終出演作、公開時満17歳）[1][10]、現存（NFC所蔵[9]）